# Edvard Kardelj
Edvard Kardelj, també conegut pel nom de guerra de Bevc, Sperans i Krištof (Ljubljana, 27 de gener de 1910 - Ljubljana, 10 de febrer de 1979) va ser un polític, periodista i partisà iugoslau, militant del Partit Comunista d'Eslovènia, il·legal durant la Segona Guerra Mundial.
A partir de l'any 1941, va col·laborar en la resistència eslovena contra l'ocupació nazi al costat de Tito. Se'l considera com un dels ideòlegs principals de la formació de la República Federal Popular de Iugoslàvia, al costat de Tito. Va participar en les converses i negociacions amb Stalin per a reconèixer la supremacia soviètica en la zona. Va defensar la ruptura de Iugoslàvia amb la Unió Soviètica el 1948 a la recerca de la seva pròpia via cap al socialisme. Va mantenir influència sobre el servei d'intel·ligència de l'exèrcit, el KOS. De 1948 a 1953, Kardelj va ser ministre d'Afers exteriors iugoslau. De 1963 a 1967, va dirigir l'oficina del president del parlament federal. Va ser membre de l'Acadèmia Eslovena de les Arts i les Ciències i va rebre oficialment els honors de'Heroi Nacional de Iugoslàvia. Kardelj va morir a Ljubljana i el seu enterrament va causar gran impacte i grans concentracions de gent a Eslovènia, que van anticipar què ocorreria un any després amb la defunció de Tito.
A part de molts carrers amb el seu nom, la ciutat costanera de Ploče, al sud de Croàcia, va ser anomenada Kardeljevo durant els períodes 1950-1954 i 1980-1990. La majoria van recobrar els seus noms anteriors amb l'ensorrament del règim comunista.
Un dels seus llibres més influents i contradictoris és Razvoj slovenskega narodnega vprašanja (El desenvolupament de la qüestió nacional eslovena) de 1939.